# Lepidodes pectinata
Lepidodes pectinata är en fjärilsart som beskrevs av William Schaus 1904. Lepidodes pectinata ingår i släktet Lepidodes och familjen nattflyn. Inga underarter finns listade i Catalogue of Life.